# Tonya Ingram
Tonya Ingram (Cincinnati, Ohio, Estados Unidos, 1 de septiembre de 1991-30 de diciembre de 2022) fue un activista por la salud mental los derechos de las personas con discapacidad, poetisa y autora estadounidense. Ingram falleció en 2022 esperando un trasplante de riñón.

## Biografía

### Educación
Ingram se graduó en la Universidad de Nueva York y en el Otis College of Art and Design. Mientras estudiaba en la NYU, Ingram formó parte del equipo de slam de poesía de la universidad, que ganó el College Unions Poetry Slam Invitational de 2013. Ingram fundó el equipo junto a Eric Silver, Matthew Sparacino y Safia Elhillo, y fueron entrenados por Mahogany Browne.

### Interpretación y poesía

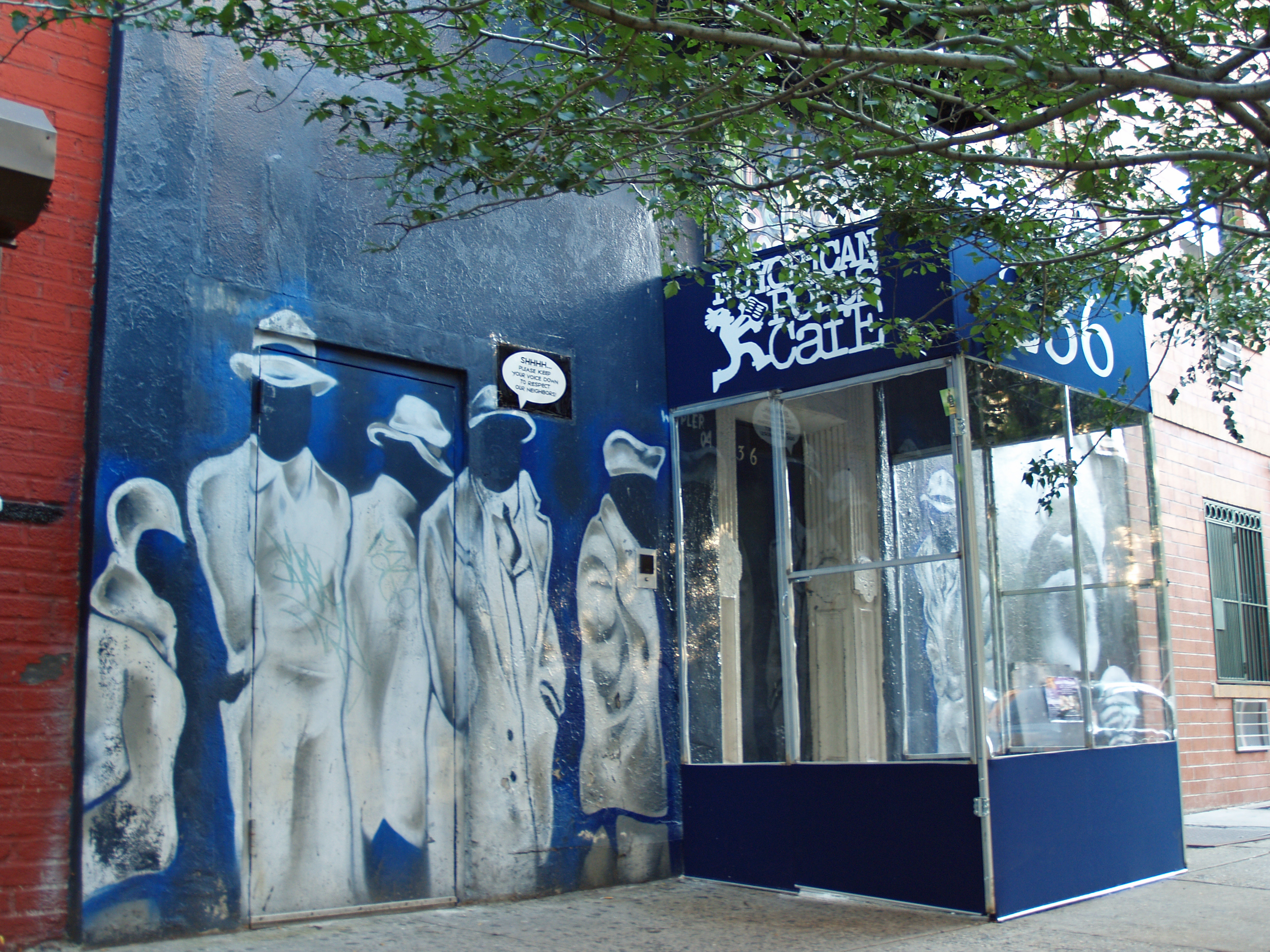
Nuyorican Poets Café, en el que Ingram particopaba con frecuencia

Ingram escribía a menudo sobre el feminismo negro y sobre la vida con lupus e insuficiencia renal. Participó en el Nuyorican Poets Café, en el Centro John F. Kennedy para las Artes Escénicas y en el espectáculo de variedades Lexus Verses and Flow. Su trabajo fue incluido en la campaña de Madewell What Are You Made Of? Creatives of Color de 2021, la marca de tarjetas y comunidad Mahogany Writing de Hallmark, MIGA Swimwear, The New York Times, To Write Love on Her Arms, y Hello Giggles.

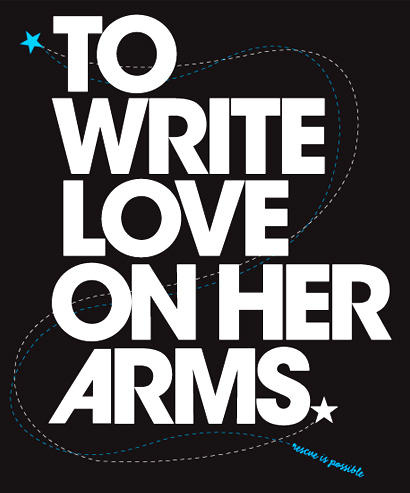
TWLOHA, organización de salud mental y recuperación para la que Ingram escribió

Tonya también fue curadora de Poetry in Color Live! en el Museo de Arte del Condado de Los Ángeles.

### Periodismo y activismo
Además de poesía, Ingram escribió y colaboró en artículos periodísticos de alto perfil sobre las donaciones de órganos desaprovechadas, la disfunción del sistema sanitario estadounidense, el impacto del COVID-19 en las personas discapacitadas y otras cuestiones relacionadas con los derechos de los discapacitados. En 2021, testificó como paciente en lista de espera para un trasplante de riñón en una audiencia de la Cámara de Representantes de los Estados Unidos sobre el sistema de trasplantes de órganos.

### Vida personal
En 2020, Ingram aprendió a surfear a través de Color the Water y AdventureCrew, comunidades de surf BIPOC, y asistió a un retiro de surf en Nicaragua.

## Búsqueda de riñón

### Esfuerzos y activismo
En 2019, a los 27 años, Ingram publicó en Instagram que buscaba a una persona viva dispuesta a convertirse en su donante de riñón. Utilizando el periodismo, Tonya y la escritora y receptora de órganos Kendall Ciesemier le pidieron al gobierno que responsabilizara a las organizaciones involucradas en OPS, creyendo que esto resultaría en que Ingram recibiera un riñón. Tonya escribió un ensayo de opinión, apareció en un vídeo gubernamental, escribió cartas a miembros de la administración Biden (incluyendo a la administradora de los Centros de Servicios de Medicare y Medicaid Chiquita Brooks-LaSure y a la directora de la Administración de Recursos y Servicios Sanitarios Carole Johnson), trabajó con miembros del Congreso (incluyendo a la representante Katie Porter) y hasta testificó ante el Subcomité de Supervisión de la Política Económica y de Consumo de la Cámara de Representantes en mayo de 2021.

### Desenlace
Tonya le dijo al Subcomité de la Cámara de Representantes que moriría sin la actuación urgente del gobierno federal. Un año y medio después, el 30 de diciembre de 2022, murió por complicaciones derivadas de una insuficiencia renal. Ese año, Ingram era una de las 12.000 personas en lista de espera que murieron o enfermaron demasiado para recibir un trasplante.

## Fallecimiento
Ingram fue encontrada sin respuesta durante un control de bienestar en su apartamento alrededor del mediodía del 30 de diciembre de 2022. Su muerte fue anunciada en un post de Instagram el Día de Año Nuevo.
Hernández y su esposa Alyesha Wise eran amigos cercanos de Tonya y recaudaron 30.000 dólares para los preparativos del funeral y para crear un fideicomiso con el que enviar a la hermana pequeña de Ingram, de 15 años, a la universidad. Con el dinero, cumplieron el deseo de Ingram de tener un entierro ecológico bajo un árbol. La ceremonia para enterrarla tuvo lugar en los terrenos del cementerio Hollywood Forever, bajo un roble de California, el 27 de enero de 2023.
Un artículo de Los Angeles Times afirmó que Ingram estuvo en la lista de espera de donantes de riñón durante tres años. En una entrevista, [Matthew «Cuban»] Hernández dijo que creía que su muerte era evitable». Posteriormente, la administración Biden anunció su intención de reformar el sistema de trasplantes de órganos.

## Obras

### Libros
- Growl and Snare, Penmanship Books, 2013[32]
- Another Black Girl Miracle, Not a Cult, 2018[33]
- How to Survive Today, Wild Awake Publishing, 2020[34]

### Poemas interpretados
- "On Praying to God While Taking the SAT Exam", Brave New Voices, 2011[35]
- "Thirteen", Intermedia Arts, 2013[36]
- "Unsolicited Advice (after Jeanann Verlee)", CUPSI New York City, 2013[37]
- "Isms", NPS Boston, 2013[38]
- "Khaleesi", NPS Boston, 2013[39]
- "I Am Twenty-Two", NPS Oakland, 2014[40]
- "Raise Up", The Kennedy Center, 2014[9]
- "Monster", NPS Oakland, 2015[41]
- "We Are Full", NPS Oakland, 2015[42]
- "Live", NPS Oakland, 2015[43]
- "Suicide", Da Poetry Lounge Slam, 2015[44]
- "An Open Letter to My Depression", BuzzFeed, 2015[45][46]
- "Seven Commandments", Sofar NYC, 2016[47]
- "I Am 24", Brooklyn Slam, 2016[48]
- "Dear Discouraged", To Write Love On Her Arms, 2016[49]
- "Until the Stars Collapse", Art Share, 2018[50]
- "Here is What Loneliness / Love Tells You", Los Angeles Theatre Center, 2018[51]
- "For the Next Lover", Los Angeles Theatre Center, 2018[52]
- "On Days You Miss Your Ex", Los Angeles Theatre Center, 2018[53]
- “how to be strong”, To Write Love On Her Arms, 2019[54]

## Premios y títulos
- Slam Champion, New York Knicks Poetry, 2011[55]
- Recipient of $10,000, New York Knicks Leader of Tomorrow Scholarship, 2011[56]
- Team Member at Urban Word, Second Place Team at Brave New Voices, 2011[57]
- Team Co-founder, SLAM! NYU, 2012[4]
- Slam Champion, SLAM! NYU Grand Slam, 2013[4]
- Team Member at Nuyorican, Grand Slam Team, 2013[38]
- Nominee, Pushcart Prize, 2014[58]
- Team Member at Da Poetry Lounge, Slam Team, 2015[59]